# 岸本真治
岸本 真治（きしもと しんじ、1987年8月 - ）は、日本の薬学者（天然物化学）。学位は博士（薬科学）（京都大学・2015年）。静岡県立大学薬学部講師・大学院薬学研究院講師。
静岡県立大学薬学部助教などを歴任した。

## 概要
天然物化学を専攻する薬学者である。天然物の生合成についての研究に取り組んでおり、生合成されたフマリルアズラクトンを直接観測することに世界で初めて成功し、生物がアズラクトンを産生する機構について解明した。後進の育成にも努め、静岡県立大学で教鞭を執った。

## 来歴

### 生い立ち
1987年（昭和62年）8月に生まれた。同名の国立大学法人により設置・運営される京都大学に進学し、薬学部にて四年制の薬科学科にて学んだ。2010年（平成22年）3月、京都大学を卒業した。それに伴い、学士（薬科学）の学位を取得した。さらに京都大学の大学院に進学し、薬学研究科にて学んだ。「アシルグアニジン構造を含有する新規シデロフォアchlorocatechelin類に関する研究」と題した博士論文を執筆した。2015年（平成27年）3月、京都大学の大学院における博士課程を修了した。それに伴い、博士（薬科学）の学位を取得した。

### 薬学者として
県と同名の公立大学法人により設置・運営される静岡県立大学に採用され、2015年（平成27年）10月より薬学部にて特任助教を務めた。2019年（令和元年）10月、静岡県立大学の薬学部にて常勤の助教として着任した。2022年（令和4年）10月、静岡県立大学の薬学部にて講師に昇任した。薬学部においては、六年制の薬学科の講義を主として担当し、渡辺賢二、長田裕之、佐藤道大らとともに生薬学分野を受け持った。また、静岡県立大学の大学院においては、研究部門である薬学研究院の講師を兼務していた。大学院には研究院・学府制が導入されており、教育部門である薬食生命科学総合学府の講義を主として担当し、生薬学教室を受け持った。

## 研究
専門は薬学であり、天然物化学などの分野の研究に従事していた。具体的には、天然物の生合成について研究しており、その機構の解明を目指していた。また、新たな化合物の取得も目指していた。渡辺賢二らとともに、生物がアズラクトンを産生する機構について解明したことで知られている。アズラクトンは共鳴安定化により四位水素が脱離しやすく、ペプチド合成で生じるとアミノ酸のα位のエピ化要因となることが従前より知られていた。また、アズラクトンは四位水素の脱離で生じる負電荷により求核性があり、求電子性を持つ五位のカルボニル炭素と高い反応性を有している。したがって、一部の安定なアズラクトンを除けば有機合成の中途で生じても単離されることはなく、天然のアズラクトンはこれまでに見出されていなかった。しかし、岸本らはAspergillus lentulusの産生する「lentofuranine」とフミマイシンの生合成について研究する中で、フマリルアズラクトンが生合成されていることを直接観測することに世界で初めて成功した。
「特異な反応を触媒する新規酵素シクロペナーゼの発見と触媒機構の解明」での業績が評価され、2017年（平成29年）に日本薬学会の生薬天然物部会により奨励研究に選定された。また、「病原性糸状菌由来新規二次代謝物の探索と生合成機構の解明」での業績が評価され、2022年（令和4年）に日本生薬学会より学術奨励賞が授与された。
学術団体としては、日本薬学会、日本農芸化学会、日本生物工学会、日本生薬学会、といった団体に所属していた。

## 略歴
- 1987年 - 誕生[5]。
- 2010年 - 京都大学薬学部卒業[6]。
- 2015年 - 京都大学大学院薬学研究科博士課程修了[6]。
- 2015年 - 静岡県立大学薬学部特任助教[4]。
- 2019年 - 静岡県立大学薬学部助教[4]。
- 2019年 - 静岡県立大学大学院薬学研究院助教。
- 2022年 - 静岡県立大学薬学部講師[4]。
- 2022年 - 静岡県立大学大学院薬学研究院講師。

## 賞歴
- 2017年 - 日本薬学会生薬天然物部会奨励研究[13]。
- 2022年 - 日本生薬学会学術奨励賞[14]。

### 註釈
1. ↑  京都大学薬学部薬科学科は、学士（薬科学）の学位を授与している[7]。

## 関連人物
- 長田裕之 (農芸化学者)
- 佐藤道大
- 渡辺賢二